# Belz (Ucraïna)
Belz (en ucraïnès: Белз, en polonès: Bełz, en jiddisch: בעלז), és una petita ciutat situada en el districte de Sokal, a la regió de Lviv, a Ucraïna Occidental. El poble està situat prop de la frontera amb Polònia, entre el riu Solokiya, un afluent del riu Bug, i el rierol Rzeczyca. La seva població era d'aproximadament 2.308 habitants l'any 2017.